# Ieva Adomavičiūtė
Ieva Adomavičiūtė (* 3. Dezember 1994 in Kaunas) ist eine litauische Ruderin, die 2018 Weltmeisterin war.

## Leben und Karriere
Ieva Adomavičiūtė begann 2007 mit dem Rudersport. 2011 siegte sie im Doppelzweier mit Milda Valčiukaitė bei den Junioren-Weltmeisterschaften. 2012 siegten die beiden Litauerinnen bei den Junioren-Weltmeisterschaften und belegten den vierten Platz bei den U23-Weltmeisterschaften. 2013 belegte Adomavičiūtė den 13. Platz im Einer bei den U23-Weltmeisterschaften, 2015 und 2016 gewann sie den Titel in dieser Bootsklasse. 
2017 wechselte die 1,93 m große Adomavičiūtė zurück zur 1,75 m großen Milda Valčiukaitė in den Doppelzweier. Die beiden belegten den vierten Platz bei den Weltmeisterschaften. 2018 gewannen die beiden die Bronzemedaille bei den Europameisterschaften in Glasgow, anderthalb Monate später siegten sie bei den Weltmeisterschaften in Plowdiw. 2019 wurden die beiden Fünfte bei den Europameisterschaften und Neunte bei den Weltmeisterschaften.
2022 belegte Ieva Adomavičiūtė mit dem litauischen Doppelvierer den siebten Platz bei den Weltmeisterschaften. 2023 wurde sie im Einer Fünfte bei den Europameisterschaften in Bled. Bei den Weltmeisterschaften in Belgrad startete sie mit Kamilė Kralikaitė im Zweier ohne Steuerfrau und belegte den elften Platz, der die Qualifikation für die Olympischen Spiele 2024 bedeutete. Nachdem Adomavičiūtė bei den Europameisterschaften 2024 in Szeged Zehnte mit dem Doppelvierer geworden war, kehrte sie für die Olympischen Spiele in Paris in den Zweier zurück. Kralikaitė und Adomavičiūtė wurden Fünfte.
2017 waren Ieva Adomavičiūtė und Milda Valčiukaitė Litauens Damenmannschaft des Jahres.